# 1902 en Belgique
Chronologie de la Belgique
- 1898
- 1899
- 1900
- 1901
- 1902
- 1903
- 1904
- 1905
- 1906

Cette page recense des événements qui se sont produits durant l'année 1902 en Belgique.

## Chronologie
- Établissement d'une concession belge à Tientsin (Chine), sur la rive orientale du fleuve Hai He.
- 19 mars : rejet de la représentation proportionnelle pour les communes et les provinces[1].
- 23 mars : manifestations de socialistes, libéraux et démocrates-chrétiens (6 500 personnes à Bruxelles ; 15 000 à Gand)[2].
- Avril 1902 : grève générale en faveur du suffrage universel pur et simple[3].
- 18 avril : 
  - La Chambre rejette la proposition de révision de la Constitution (84 voix contre 64)[4].
  - À Louvain, la garde civique ouvre le feu sur une foule qui se dirige vers le domicile de François Schollaert, président de la Chambre. On dénombre six morts et plusieurs blessés[5].
- 25 mai : élections législatives. Victoire du Parti catholique.
- 19 septembre : décès de la reine Marie-Henriette[3].
- 15 novembre : tentative d'assassinat du roi Léopold II[6].

## Culture

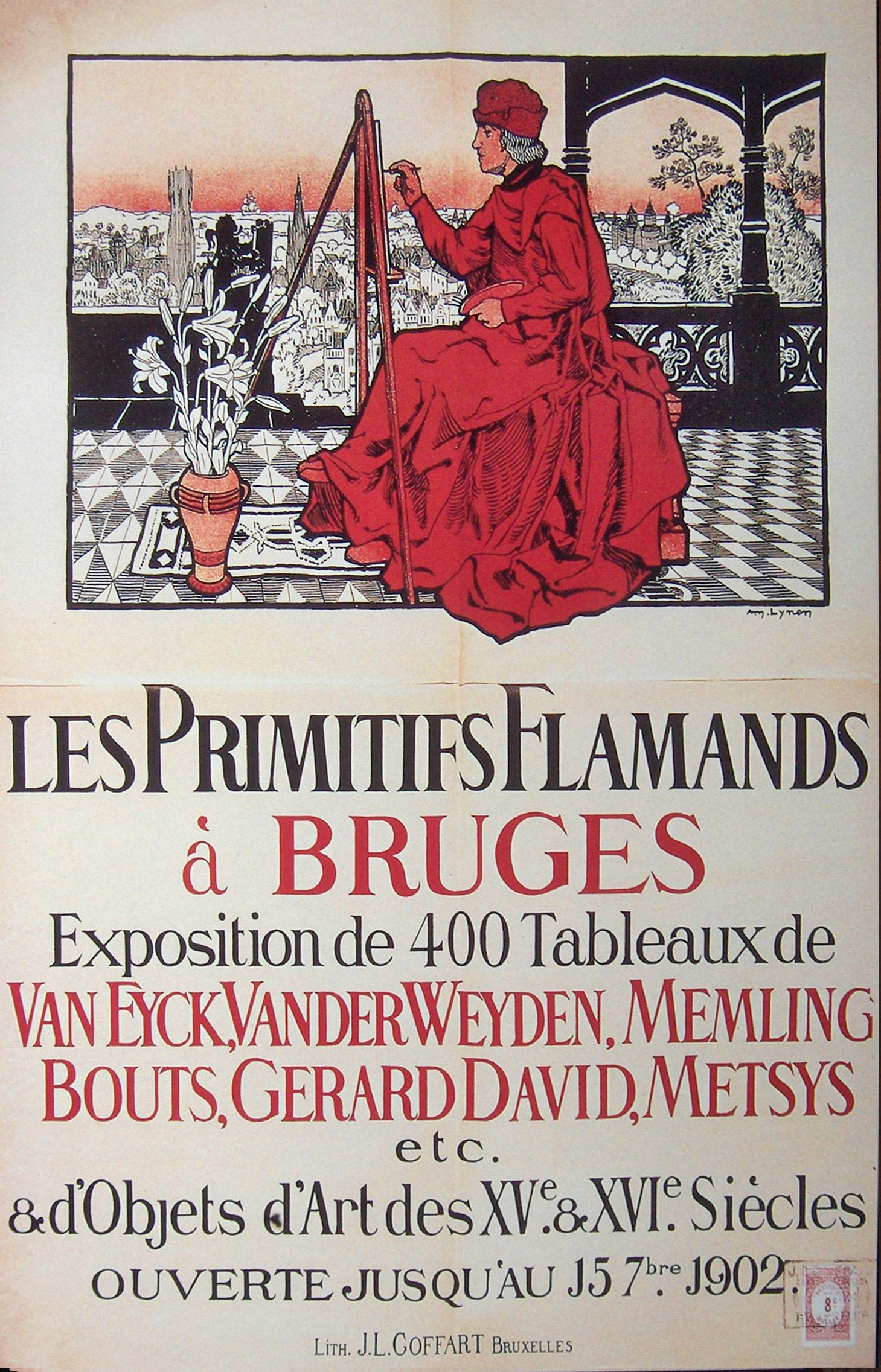
Affiche de l'exposition Les Primitifs flamands à Bruges (15 juin-5 octobre 1902).

### Architecture

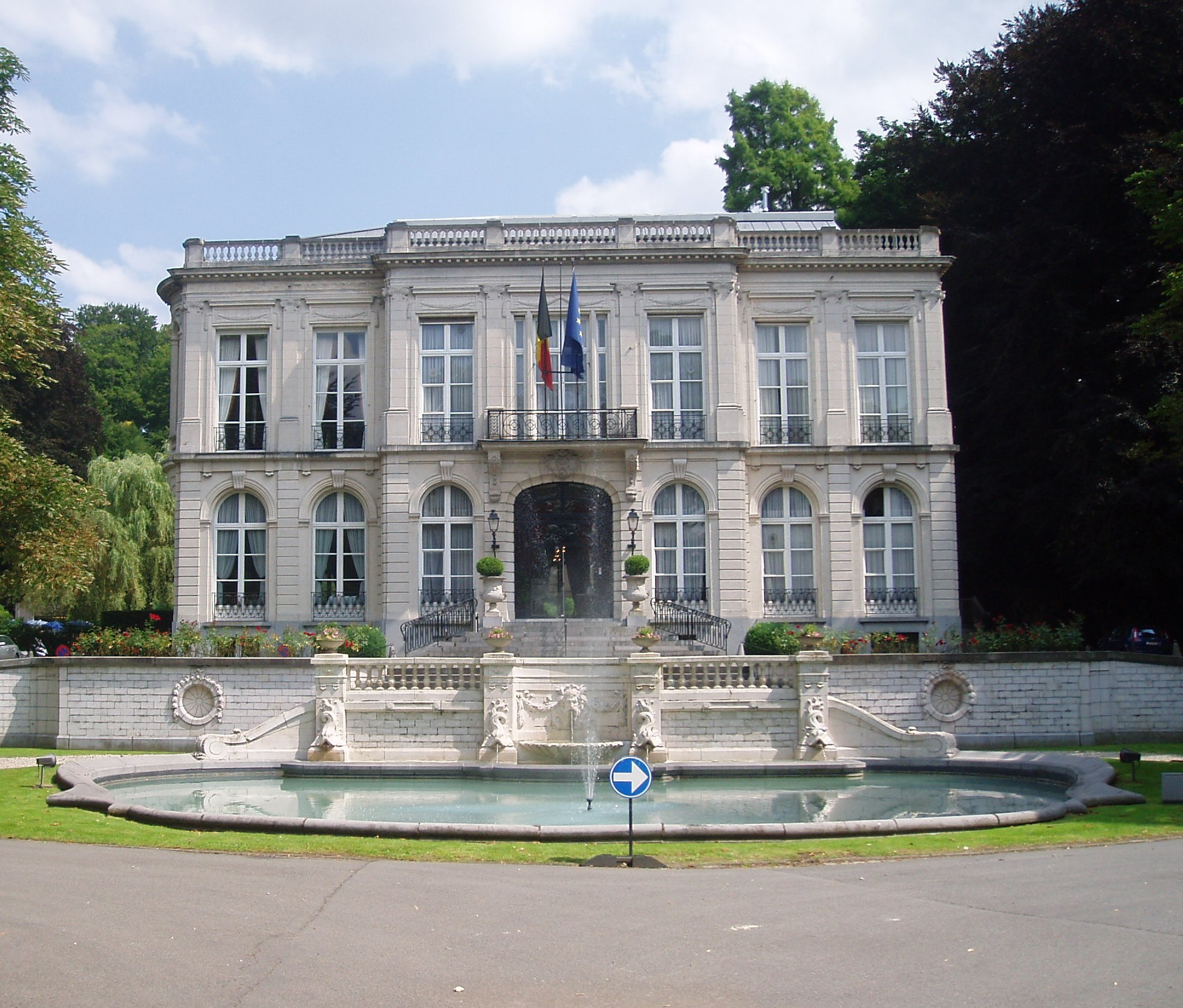
Château Sainte-Anne (Auderghem)
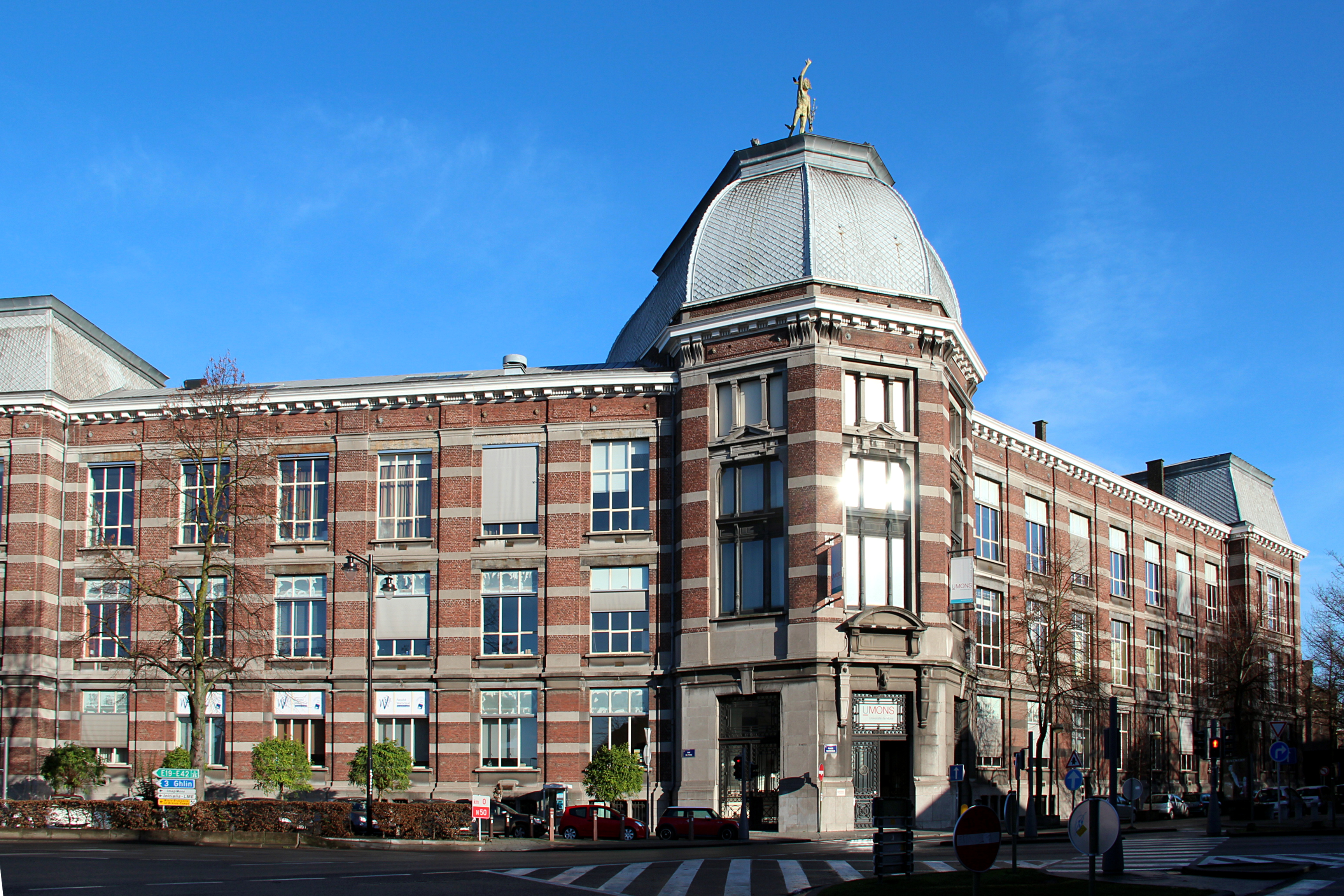
Institut commercial des industriels du Hainaut à Mons
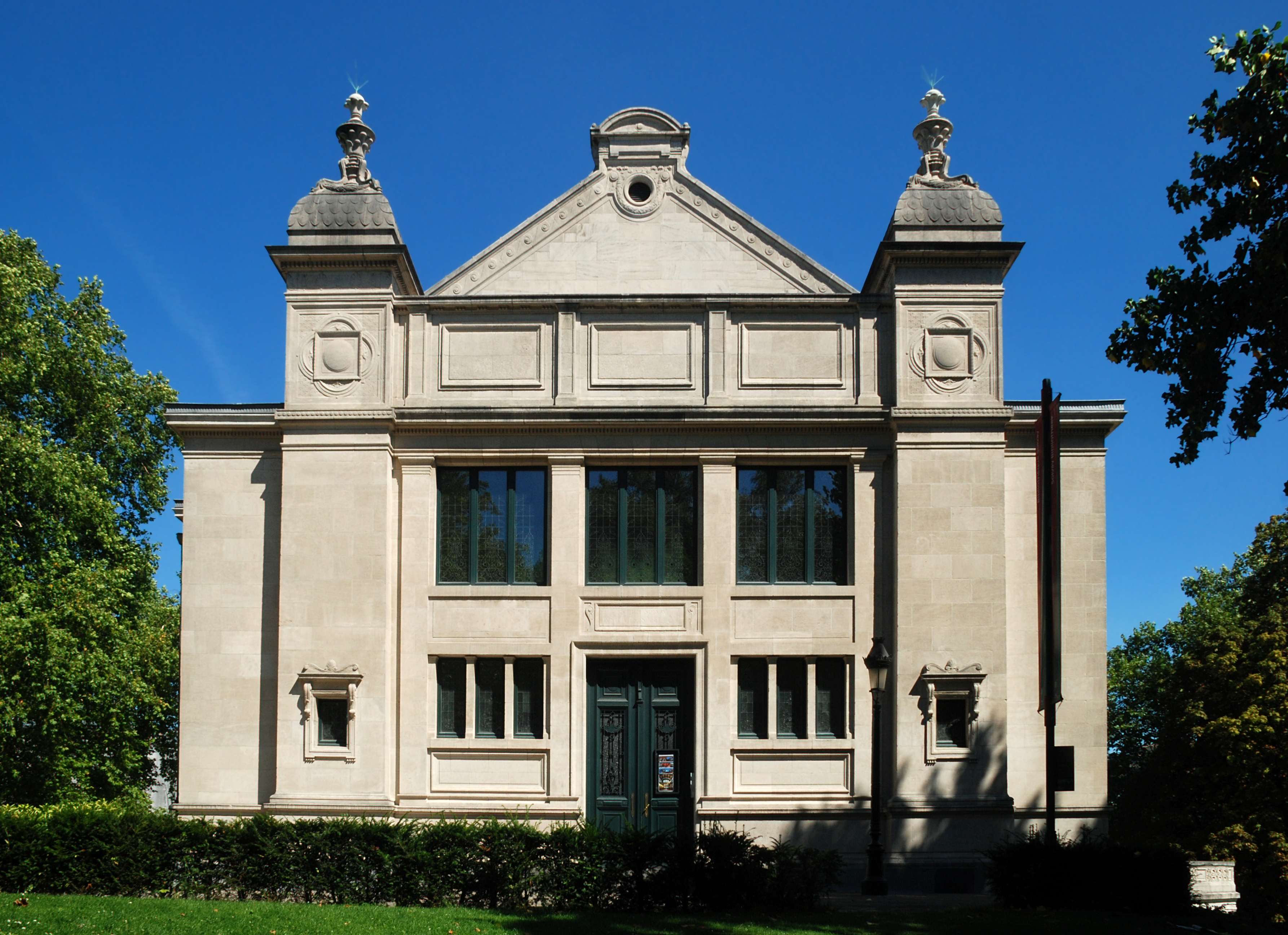
Institut de sociologie de Bruxelles (Constant Bosmans et Henri Vandeveld)
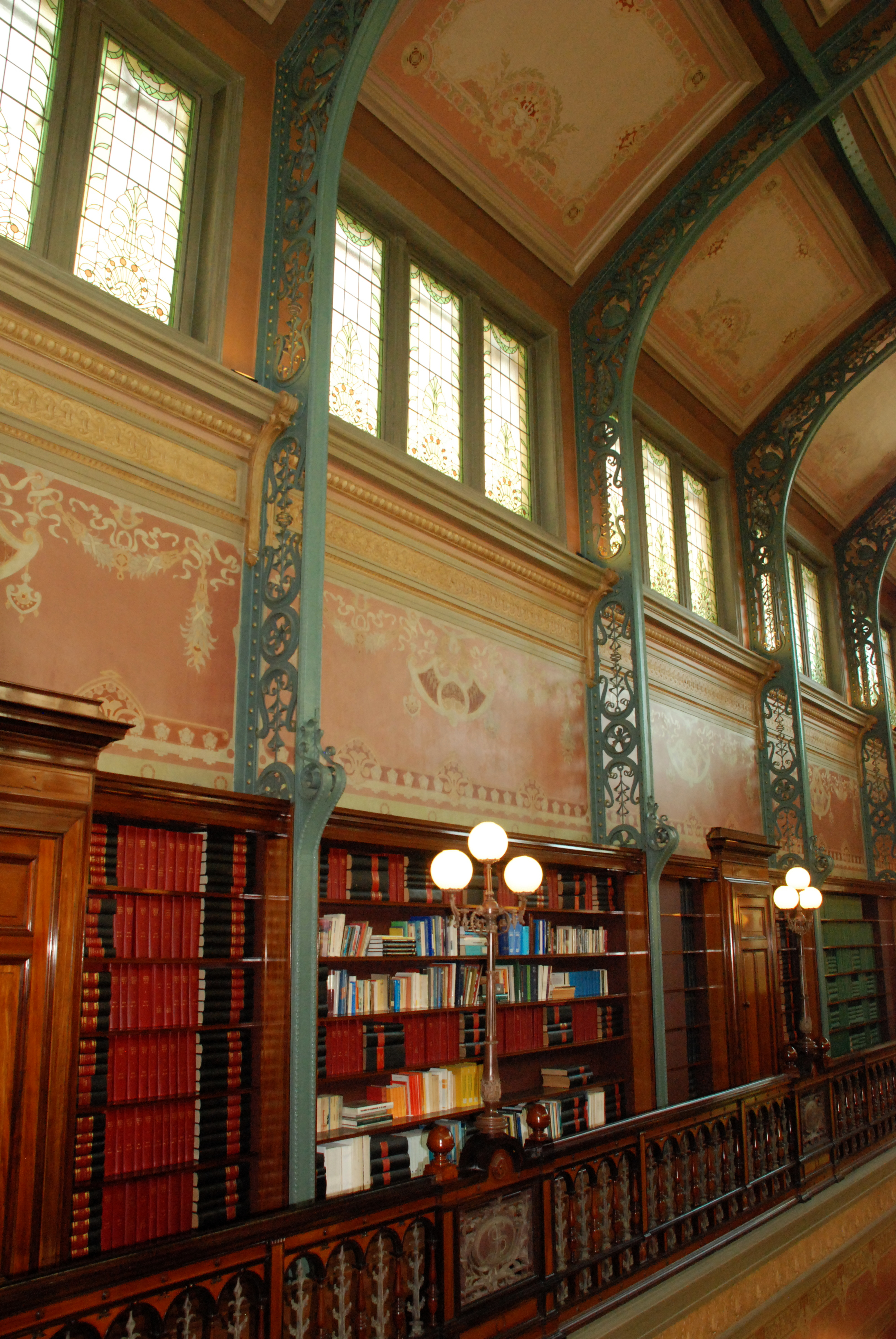
Intérieur de l'Institut de sociologie

### Littérature
- Les Forces tumultueuses, recueil de poésie d'Émile Verhaeren[7].
- Monna Vanna, pièce de théâtre de Maurice Maeterlinck[8].

### Peinture
- Du 15 juin au 5 octobre : exposition Les Primitifs flamands à Bruges.

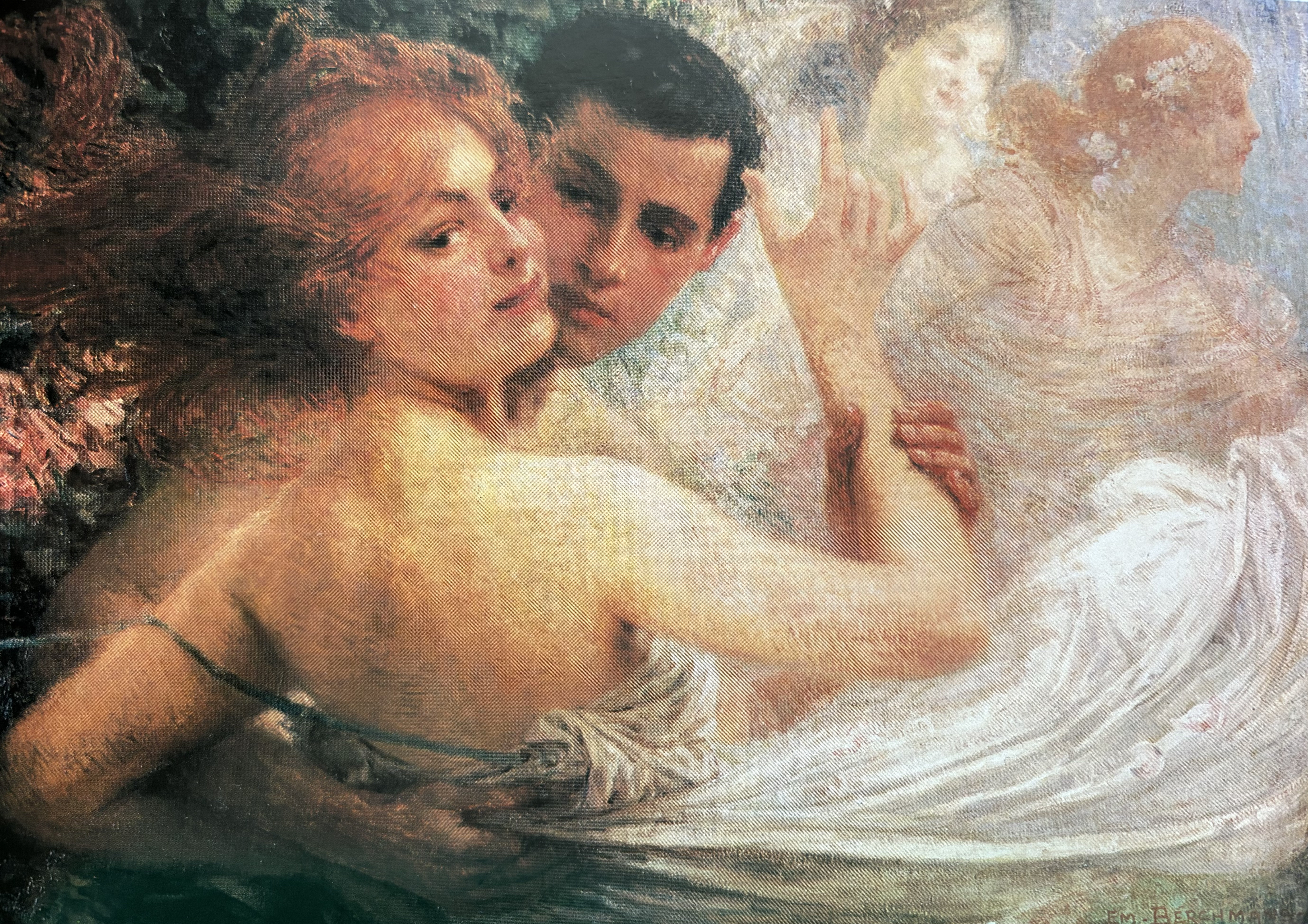
Jeunesse (Émile Berchmans).

## Sports
- Championnat de Belgique de football : 1901-1902 - 1902-1903.

## Naissances
- 19 janvier : Robert Delcourt, écrivain et auteur dramatique († 29 juillet 1967).
- 8 février : Auguste Verdyck, coureur cycliste († 14 février 1988).
- 20 février : Pé Verhaegen, coureur cycliste († 5 avril 1958).
- 22 mars : Ernest Mottard, coureur cycliste († 30 décembre 1949).
- 28 mars : Aimé Dossche, coureur cycliste († 30 octobre 1985).
- 10 avril : Charles-Marie Himmer, évêque de Tournai († 11 janvier 1994).
- 1er mai : Henri Hoevenaers, coureur cycliste († 12 novembre 1958).
- 16 mai : Marius  Lecompte, paléontologue et géologue († 21 août 1970).
- 26 mai : Charles Héger, homme politique († 16 mars 1984).
- 4 juin : Charles Moureaux, homme politique († 2 août 1976).
- 14 juin : Léon-Éli Troclet, homme politique († 30 avril 1980).
- 16 juin : Louis Delannoy, coureur cycliste († 7 février 1968).
- 27 juin : Camille Van De Casteele, coureur cycliste († 12 février 1961).
- 11 juillet : Léo Collard, homme politique († 27 janvier 1981).
- 15 juillet : Jean Rey, homme politique († 19 mai 1983).
- 5 août : Albert Valentin, scénariste et réalisateur († 13 avril 1968).

## Décès
- 16 avril : Hubert Bellis, artiste peintre, peintre et décorateur (° 6 janvier 1831).
- 19 septembre : Marie-Henriette de Habsbourg-Lorraine, deuxième reine des Belges (° 23 août 1836).
- 23 novembre : Alfred Cluysenaar, peintre (° 24 septembre 1837).